# Ökologisch-Demokratische Studierende
Die Ökologisch-Demokratischen Studierenden (Kurzbezeichnung: öds, bis 1997 ÖDS) waren die Studentenorganisation der Ökologisch-Demokratischen Partei. Sie existierten von 1987 bis 2005. 

## Geschichte
Bereits 1986 kandidierte anlässlich der Wahl zum Studentenparlament der Johannes Gutenberg-Universität Mainz die Ökologisch-Demokratische Studentenliste Mainz. Diese erhielt 201 Stimmen, was 3,2 % entsprach; dadurch konnte sie mit Claudius Moseler, dem heutigen Generalsekretär der ödp, einen Sitz erreichen. In der Folgezeit bildeten sich an anderen Universitäten, beispielsweise in Münster und München, weitere ödp-nahe Hochschulgruppen.
Die Ökologisch-Demokratischen Studierenden wurden Ende Februar 1987 von zehn Studenten in Bonn gegründet, zunächst als reine Hochschulgruppe und mit dem Kurzel ÖDS. Auf dem ödp-Bundesparteitag in Saarbrücken am 17. Februar 1989 wurde die gleichnamige Dachorganisation gegründet. Erste Vorsitzende wurde Monika Kreuzer, die damals Medizin an der TU Darmstadt studierte. Da die Mutterpartei ihr Kürzel seit 1997 mit Kleinbuchstaben schreibt, folgte die Studentenorganisation diesem Beispiel. Die öds errang an mehreren Universitäten Mandate bei Hochschulwahlen. 
Auf der Mitgliederversammlung vom 20. August 2005 wurde die öds nach einer Urabstimmung aufgelöst. Das Vermögen des Vereins erhielt die Stiftung für Ökologie und Demokratie.